# Macroglossum kitchingi
Macroglossum kitchingi là một loài bướm đêm thuộc họ Sphingidae, chi Macroglossum.